# Ахмед Абу Ель-Фотух
Ахмед Абу Ель-Фотух (араб. أحمد أبو الفتوح, нар. 22 березня 1998) — єгипетський футболіст, захисник клубу «Замалек» та національної збірної Єгипту.

## Клубна кар'єра
Народився 22 березня 1998 року. Вихованець футбольної школи клубу «Замалек».
У дорослому футболі дебютував 2016 року виступами за на умовах оренди за команду «ЕНППІ Клуб», в якій провів один сезон, взявши участь у 5 матчах чемпіонату. 
Згодом у 2017–2019 роках грав за «Замалек», де поступово пробивався до основного складу. Утім стабільним гравцем «основи» став лише у 2020, повернувшись до команди з чергової оренди в команді «Смуха».

## Виступи за збірні
Протягом 2017–2021 років залучався до складу молодіжної збірної Єгипту. На молодіжному рівні зіграв у 14 офіційних матчах, забив 1 гол.
2021 року захищав кольори олімпійської збірної Єгипту. У складі цієї команди провів 4 матчі і був учасником футбольного турніру на Олімпійських іграх 2020 року в Токіо.
2019 року дебютував в офіційних матчах у складі національної збірної Єгипту. У складі збірної був учасником Кубка африканських націй 2021 року, що проходив на початку 2022 року в Камеруні, де єгиптяни здобули «срібло», а Ель-Фотух по ходу турніру став основним захисником команди, взявши участь у п'яти іграх, включаючи програний у серії пенальті фінал.
| Дата       | Місто       | Господарі   | Результат               | Гості    | Турнір                                                    | Голи | Примітки |
| ---------- | ----------- | ----------- | ----------------------- | -------- | --------------------------------------------------------- | ---- | -------- |
| 26-3-2019  | Абуджа      | Нігерія     | 1 – 0                   | Єгипет   | товариський матч                                          | -    |          |
| 14-11-2020 | Каїр        | Єгипет      | 1 – 0                   | Того     | Відбір до Кубка африканських націй 2021                   | -    |          |
| 17-11-2020 | Ломе        | Того        | 1 – 3                   | Єгипет   | Відбір до Кубка африканських націй 2021                   | -    | 84'      |
| 1-9-2021   | Каїр        | Єгипет      | 1 – 0                   | Ангола   | Відбір до ЧС 2022                                         | -    | 78'      |
| 8-10-2021  | Александрія | Єгипет      | 1 – 0                   | Лівія    | Відбір до ЧС 2022                                         | -    |          |
| 11-10-2021 | Бенгазі     | Лівія       | 0 – 3                   | Єгипет   | Відбір до ЧС 2022                                         | 1    | 90+2'    |
| 12-11-2021 | Бенгела     | Ангола      | 2 – 2                   | Єгипет   | Відбір до ЧС 2022                                         | -    | 90+3'    |
| 1-12-2021  | Доха        | Єгипет      | 1 – 0                   | Ліван    | Кубок арабських націй з футболу 2021 - 1-й етап           | -    |          |
| 4-12-2021  | Доха        | Судан       | 0 – 5                   | Єгипет   | Кубок арабських націй з футболу 2021 - 1-й етап           | -    | 73'      |
| 7-12-2021  | Ель-Вакра   | Алжир       | 1 – 1                   | Єгипет   | Кубок арабських націй з футболу 2021 - 1-й етап           | -    |          |
| 11-12-2021 | Ель-Вакра   | Єгипет      | 3 – 1 д.ч.              | Йорданія | Кубок арабських націй з футболу 2021 - чвертьфінал        | -    | 37'      |
| 15-12-2021 | Доха        | Туніс       | 1 – 0                   | Єгипет   | Кубок арабських націй з футболу 2021 - півфінал           | -    |          |
| 18-12-2021 | Доха        | Єгипет      | 0 – 0 д.ч. (4 – 5 п.п.) | Катар    | Кубок арабських націй з футболу 2021 - матч за 3-тє місце | -    |          |
| 11-1-2022  | Гаруа       | Нігерія     | 1 – 0                   | Єгипет   | Кубок африканських націй 2021 - 1-й етап                  | -    | 46'      |
| 26-1-2022  | Дуала       | Кот-д'Івуар | 0 – 0 д.ч. (4 – 5 п.п.) | Єгипет   | Кубок африканських націй 2021 - 1/8 фіналу                | -    |          |
| 30-1-2022  | Яунде       | Єгипет      | 2 – 1 д.ч.              | Марокко  | Кубок африканських націй 2021 - чвертьфінал               | -    |          |
| 3-2-2022   | Яунде       | Камерун     | 0 – 0 д.ч. (1 – 3 п.п.) | Єгипет   | Кубок африканських націй 2021 - півфінал                  | -    |          |
| 6-2-2022   | Яунде       | Сенегал     | 0 – 0 д.ч. (4 – 2 п.п.) | Єгипет   | Кубок африканських націй 2021 - Фінал                     | -    |          |
| Усього     |             | Матчів      | 18                      |          | Голів                                                     | 1    |          |

## Титули і досягнення
- Чемпіон Єгипту (1):

«Замалек»: 2020-2021
- Володар Кубка Єгипту (1):

«Замалек»: 2017-2018
- Володар Суперкубка Єгипту (1):

«Замалек»: 2016
- Чемпіон Африки (U-23): 2019
- Срібний призер Кубка африканських націй: 2021